# Honkasaari (ö i Kannonkoski. Pudasjärvi)
Honkasaari är en ö i Pudasjärvisjön i Finland. Den ligger i sjön Pudasjärvi och Syväjärvi och i kommunen Kannonkoski i den ekonomiska regionen  Saarijärvi-Viitasaari och landskapet Mellersta Finland, i den centrala delen av landet, 300 km norr om huvudstaden Helsingfors. Öns area är 0,5 hektar och dess största längd är 160 meter i nord-sydlig riktning.